# Zher the ZOO
Zher the ZOO（ザーザズー）は東京都渋谷区代々木にあった、ロック主体のライブハウスである。2005年3月オープン。2020年をもって閉館。

## 概要
- 2005年、NATSUMEN／椿屋四重奏／ランクヘッド／サキノハカ／POLYSICS／TOMOVSKY／曽我部恵一／セカイイチ／キャプテンストライダム／ANATAKIKOU／うつみようこ＆YOKOLOCO BAND／ワタナベイビー／

などがオープニングイベントを行った。

## 施設
- 収容人数は、オールスタンディングで約250人。
- 石を張り巡らせた内装と円形のステージが特徴。カウンタースペースもこの規模のライブハウスとしてはかなり広く、ドリンクメニューも多い。
- 22:30以降は朝までPUB TIMEを行っているので、終演後にそのまま打ち上げができるライブハウス。
- 最寄駅は、各線代々木駅西口、小田急小田原線南新宿駅、各線新宿駅